# Barbara Sommers
Pour les articles homonymes, voir Sommers.
Barbara Sommers (parfois orthographié Sohmers ou Somers) est une actrice française née le 7 juillet 1930 à New York et morte le 14 juin 2003 à Sainte-Foy-la-Grande. Elle était divorcée du comédien Claude Nicot.

## Théâtre
- 1960 : Boeing Boeing de Marc Camoletti, Comédie-Caumartin : Janet

## Filmographie

### Actrice
- 1960 : La Vérité d'Henri-Georges Clouzot : Daisy
- 1963 : Hold-up à Saint-Trop' de Louis Félix
- 1963 : L'Aîné des Ferchaux de Jean-Pierre Melville
- 1964 : Nick Carter va tout casser : Gladys
- 1964 : L'Abonné de la ligne U de Yannick Andreï : Miss Gwendolyn Abott
- 1964 : L'Enfer (inachevé) : Madame Bordure
- 1965 : Quoi de neuf, Pussycat ? : Miss Marks
- 1965 : Le Chevalier des sables de Vincente Minnelli (non créditée)
- 1967 : Les Grandes Vacances : la préposée aux costumes
- 1967 : Anna : une tante de Serge
- 1967 : Max le débonnaire
- 1970 : Les Cinq Dernières Minutes, épisode Les Mailles du filet de Claude Loursais
- 1974 : in Schulmeister, l'espion de l'empereur - Un coup pour rien : la Grande Bertha
- 1974 : Marseille contrat : Sally
- 1974 :  Les Charnelles de Claude Mulot
- 2009 : L'Enfer d'Henri-Georges Clouzot (images d'archives)

### Scénariste
- 1976 : Luxure de Max Pécas.

### Musicienne de film
- 1974 :  Gross Paris de Gilles Grangier (pour les airs : "Go straight Ahead" et "Va devant toi")